# أنتونيو باكينزا
أنتونيو باكينزا (بالإسبانية: Antonio Pacenza)‏ (18 مارس 1928 – 7 فبراير 1999) هو ملاكم أرجنتيني راحل، مثّل بلاده في الألعاب الأولمبية الصيفية 1952 وحقق الميدالية الفضية عن فئة الوزن الخفيف الثقيل.

## روابط خارجية
أنتونيو باكينزا على موقع بوكس ريك (الإنجليزية) (registration required)
- أنتونيو باكينزا على موقع أوليمبيديا (الإنجليزية)